# Stano Slovák
Stanislav „Stano“ Slovák (* 23. července 1977 Nitra) je slovenský divadelní herec, režisér a vysokoškolský pedagog. Jeho sestra je herečka Svetlana Janotová (rozená Slováková). 

## Život
V roce 2006 vystudoval muzikálové herectví na Divadelní fakultě Janáčkovy akademie múzických umění v Brně a následně v roce 2008 činoherní režii tamtéž.
Od roku 2000 má angažmá v Městském divadle Brno, kde působí jako herec a režisér. Na některých inscenacích se podílel i autorsky a to zejména ve spolupráci s Petrem Štěpánem a Janem Šotkovským. Působí jako vysokoškolský pedagog na JAMU, kde od roku 2010 vede ateliér muzikálového herectví. V roce 2009 získal Výroční cenu Literárního fondu za ztvárnění titulní role Františka v muzikálu František z Assisi, ve kterém hostoval na Nové scéně v Bratislavě.

## Role vMěstském divadle Brno
- Jan – Svět plný andělů
- Lujko Zobar – Cikáni jdou do nebe
- Pianista – Nahá múza
- Faraón – Josef a jeho úžasný pestrobarevný plášť
- Paštičkář, Kadet – Cyrano z Bergeracu
- Gaugin, Šejk Ibn Saud – Muchova epopej
- Vypravěč – Pokrevní bratři